# Nordirlands parlament
Nordirlands parlament (engelska: Parliament of Northern Ireland) var Nordirlands självstyrelseparlament mellan 1922 och 1972. Parlamentet sammanträdde i Stormont utanför Belfast där nordirländsk lagstiftning gavs kunglig sanktion i ett särskilt kronråd av en egen guvernör. Konstruktionen gav vid bildandet Nordirland, som en självstyrande del inom Förenade kungariket, ett unikt omfattande hemmastyre med motsvarande institutioner som endast självstyrande delar inom Brittiska imperiet likt Kanada och Australien tidigare hade uppnått.

## Irländska självstyret
Genom Government of Ireland Act 1920 infördes ett omfattande självstyre (engelska: home rule) för Irland inom Förenade konungariket Storbritannien och Irland. Förenade kungarikets parlament delegerade genom detta makt till två separata självstyrelseparlament som skulle styra inom varsin region. Nordirlands parlament skulle styra över sex grevskap på den norra delen av ön där unionisterna var i majoritet, och på den södra delen av ön, omfattande resterande 26 grevskap, skulle Sydirlands parlament (engelska: Parliament of Southern Ireland) upprättas.
Nationen Irland skulle i denna konstellation styras av Irlands lordlöjtnant (engelska: Lord Lieutenant of Ireland) som i ett råd för hela Irland (engelska: Council of Ireland) för monarkens räkning skulle utdela kunglig sanktion till nord- och sydirländsk lagstiftning. På grund av Irländska frihetskriget blev det sydirländska självstyret inom unionen överspelat av Anglo-irländska avtalet, som slöts den 6 december 1921.
|              | England & Wales                          | Skottland                                | Nordirland                 | Republiken Irland          |
| ------------ | ---------------------------------------- | ---------------------------------------- | -------------------------- | -------------------------- |
| 1922-1972    | Förenade kungarikets parlament           | Förenade kungarikets parlament           | Nordirlands parlament      | Oireachtas                 |
| 1921-1922    | Förenade kungarikets parlament           | Förenade kungarikets parlament           | Nordirlands parlament      | Sydirlands parlament       |
| Avtalsparter | Storbritannien (engelska: Great Britain) | Storbritannien (engelska: Great Britain) | Irland (engelska: Ireland) | Irland (engelska: Ireland) |

I avtalet verkade den brittiska regeringen inte längre som representanter för den statsbildning de styrde över, det vill säga Förenade kungariket Storbritannien och Irland (engelska: United Kingdom of Great Britain and Ireland), utan de iklädde sig istället rollen som politiska representanter för Storbritannien (engelska: Great Britain), gentemot den irländsk-nationalistiska rebellsidan (engelska: Irish Republic, iriska: Poblacht na hÉireann) vilka i avtalet accepterades som en etablerad politisk representation för Irland (engelska: Ireland). Avtalet är därför en överenskommelse mellan Storbritannien och Irland, genom vilket Irland tillåts att lämna statsbildningen Förenade kungariket för att upprätta en självstyrande fristat under den brittiska monarken inom Brittiska imperiet. Anglo-irländska avtalet gick ut på att hela Irland fick lämna Förenade kungariket Storbritannien och Irland, med förbehållet att det självstyrande Nordirland självt skulle få avgöra om det ville tillhöra ett politiskt enat Irland eller utöva den rättighet som skrevs in i avtalet om att kunna stanna kvar med Storbritannien inom unionen från 1801. När avtalet trädde i kraft den 6 december 1922 upprättades Irländska fristaten och Nordirland åberopade redan dagen efter, den 7 december 1922, genom en petition ställd direkt till monarken, rätten att få stanna i unionen. Georg V svarade och den 13 december kunde premiärminister Craig läsa upp monarkens svar i parlamentet. Genom detta kom Irländska fristaten inte att omfatta hela ön, så som den irländska nationalistsidan skulle önskat, utan endast de 26 sydliga grevskapen.
Detta resulterade i att det uppkom både en självstyrande irländsk fristat som inte längre var en del av Förenade kungariket, samtidigt som det fanns ytterligare en självstyrande del av Irland i fortsatt politisk union med Storbritannien. Från att 1920 formellt kunnat styra oinskränkt över både Storbritannien och Irland hade parlamentet i Westminster i slutet av 1922 förlorat rätten att lagstifta över  Irländska fristaten, och frivilligt lämnat över styret av Nordirland till parlamentet i Stormont. Parlamentet i Westminster behöll kontroll över successionsordningen, rätten att förklara krig och kontrollen över väpnade styrkor, men när det gällde styret över de olika landsdelarna kvarstod endast England, Wales och Skottland. Genom utvecklingen under de första åren på 1920-talet reducerades Förenade kungarikets parlament i mångt och mycket till ett parlament endast för det egentliga Storbritannien, motsvarande det Storbritanniens parlament som funnits före unionen med Irland 1801.

## Nordirlands självstyre
Genom att självstyret för Sydirland inom unionen kollapsade kom de tilltänkta gemensamma institutionerna för ett självstyrande Irland aldrig att fungera som det var avsett. Istället tillsattes den 12 december 1922 en guvernör under vilken Nordirlands kronråd (engelska: Privy Council of Northern Ireland) skulle sammanträda.
Nordirlands parlament baserades på Westminstermodellen och bestod av tre komponenter:
- Nordirlands guvernör (engelska: Governor of Northern Ireland)
- Nordirlands senat (engelska: Senate)
- Nordirlands underhus (engelska: House of Commons)

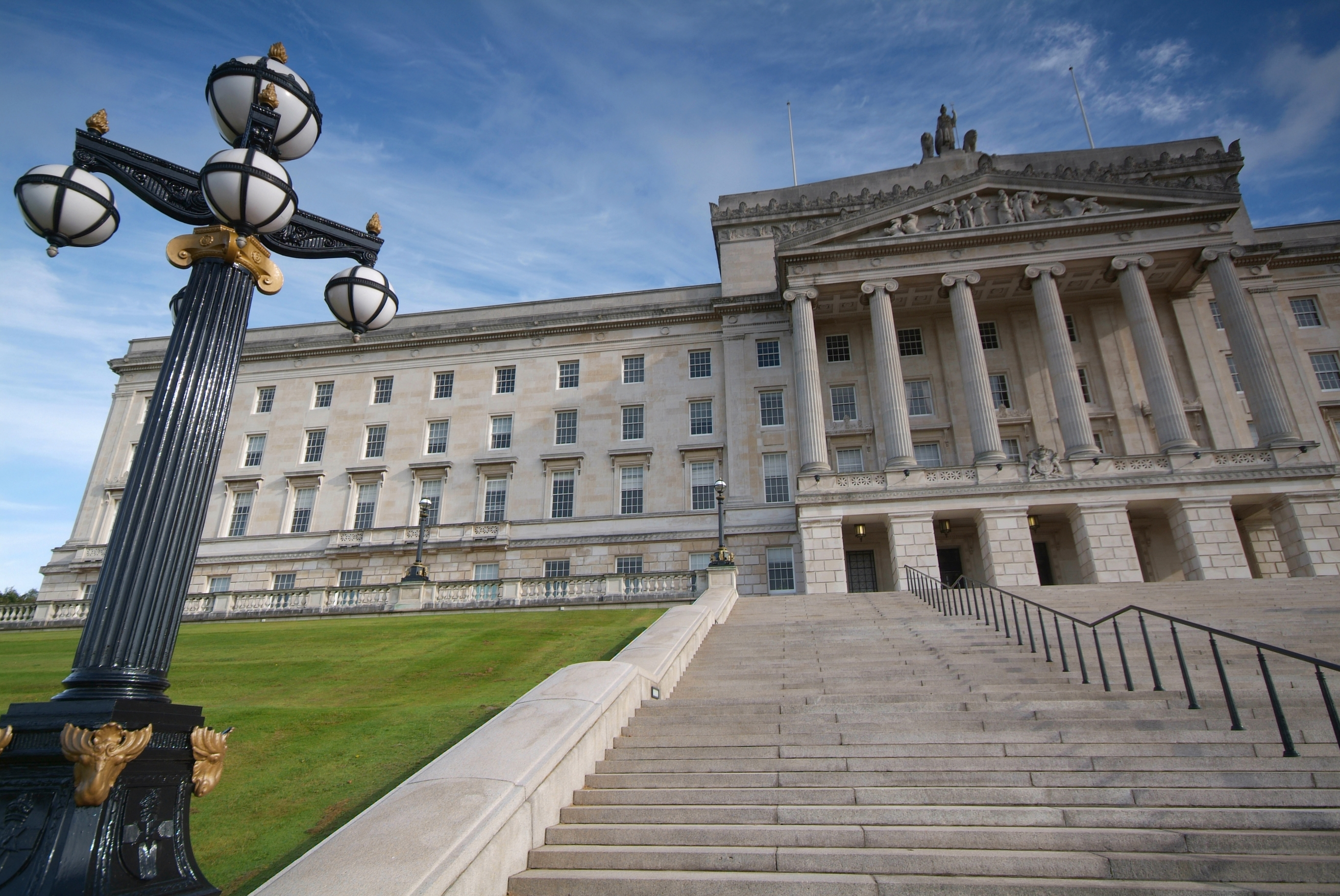
Parlamentsbyggnaden i Stormont används sedan 1998 av den decentraliserade lagstiftande enkammarförsamlingen Northern Ireland Assembly.

Guvernören, vilken residierade i Hillsborough Castle, utsågs formellt av den brittiske monarken efter rekommendation från regeringen. Senaten, som motsvarade överhuset i unionsparlamentet i Westminster, bestod av 26 senatorer. Överborgmästaren i Belfast (engelska: The Lord Mayor of Belfast) och borgmästaren i Londonderry hade designerade platser och därutöver valdes 24 senatorer, i två grupper om 12 senatorer vardera för två mandatperioder åt gången, av Nordirlands underhus. Underhuset valdes initialt enligt systemet med en enkel överförbar röst, men 1929 övergick man till majoritetsval i enmansvalkretsar. När Nordirland bildades som självstyrelseregion 1920 valdes grevskapen Antrim, Armagh, Down, Fermanagh, Londonderry och Tyrone ut eftersom de ansågs kunna bilda en stabil protestantisk majoritet över tid. Valsystemet och majoritetsstyret i parlamentet ansågs också befrämja detta.
Guvernören hade, likt monarken, befogenhet att stifta lagar på två sätt:
- dels genom att ge sanktion åt parlamentets lagstiftningsbeslut genom att representera kronan i parlamentet (engelska: Crown-in-Parliament), och
- dels genom att utfärda order i kronrådet (engelska: Order in Council), under samma rätt som drottningen kunde utfärda order i unionens kronråd (engelska: Queen-in-Council).[13]

Skillnaden mellan att agera genom parlamentet (engelska: Queen-in-Parliament) eller genom rådet (engelska: Queen-in-Council) är att beslut i parlamentet skall tas enligt en fastställd ordning där omröstningar ingår som en del för att avgöra vilken majoritet som råder, medan beslut i rådet tas av monarken tillsammans med utvalda rådgivare, i praktiken ett beslut av sittande regering då flertalet rådgivare brukar vara aktiva ministrar. Enligt konstitutionell praxis är det dock parlamentet som bestämmer om det vill ta maktbefogenheter från rådet och överföra dessa till sig självt.

## Nordirland inom unionen
Trots att Nordirland uppnått ett unikt långtgående självstyre inom unionen när det upprättades genom 1920 års självstyrelslag, jämförbart med vad de stora självstyrande dominierna inom imperiet tidigare uppnått, kunde man inte hänga med i den utveckling som ägde rum när de begärde och fick ytterligare oberoende genom Balfourdeklarationen 1926 och Westminsterstatuten 1931. Denna frigörelse från moderlandet kom förutom Australien, Kanada, Nya Zeeland och Sydafrikanska unionen även Irländska fristaten till del.

Irlands 32 grevskap, där Nordirland omfattar av sex stycken grevskap och Republiken Irland de resterande 26.

Genom detta kunde fristaten i söder 1937 anta en ny konstitution och 1949 förklara sig som en självständig irländsk repubik. I författningen från 1937 antar den tidigare fristaten officiellt det engelska namnet "Ireland" (svenska: Irland) samt gör anspråk på att företräda den irländska nationen (engelska: The Irish nation). Genom att i konstitutionen dessutom deklarera att det nationella territoriet utgörs av hela ön Irland (engelska: The national territory consists of the whole island of Ireland) och att etablera bland annat ett nationellt parlament (engelska: The National Parliament), kallat Oireachtas, visar den nya republiken att man i grunden inte accepterar den brittiska närvaron i Nordirland, eller legitimiteten hos det nordirländska självstyret.
Det politiska självstyret i Nordirland hade inrättats som ett traditionellt majoritetsstyre enligt Westminstermodellen, vilket i praktiken byggde på en majoritet av partier och ledamöter i parlamentet som stödde en protestantisk unionistisk politik, det vill säga ett starkt stöd för att stanna kvar i unionen med Storbritannien. Endast en mindre del av ledamöterna representerade den katolskt irländsk-nationalistiska befolkningsminoriteten. Genom att den politiska majoriteten kunde styra utan att behöva ta ställning till minoritetens åsikter byggdes över tid spänningar upp mellan de två grupperna i samhället. Samtliga Nordirlands premiärministrar och samtliga ministrar fram till 1969 var privat dessutom medlemmar av den protestantiska Oranienorden, känd för sina årliga parader där man manifesterar den protestantiska trons utbredning på Irland. Inom denna miljö av ömsesidig misstro hade det politiska självstyret i Nordirland fått verka.
Genom utbrottet av Nordirlandkonflikten (engelska: The Troubles) 1969 uppstod snart en läge där Nordirlands regering inte klarade av att hantera situationen. Det nordirländska självstyret upphävdes den 30 mars 1972 och ersattes av direktstyre från regeringen i London. Nordirlands parlament avskaffades formellt genom lagstiftning den 18 juli 1973.
Ett viktigt steg på vägen för att lösa den våldsamma konflikten i Nordirland var Långfredagsavtalet som ingicks den 10 april 1998. Som en del av avtalet ändrade exempelvis Republiken Irland på de delar av sin konstitution där de ensamt gjort anspråk på att företräda hela ön till att plädera för att ett enat Irland endast kan uppstå med fredliga medel om det finns demokratiska majoriteter som stödjer detta i de bägge delarna av ön (engelska: a united Ireland shall be brought about only by peaceful means with the consent of a majority of the people, democratically expressed, in both jurisdictions in the island). Först efter att detta avtal var på plats kunde Nordirlands församling (engelska: Northern Ireland Assembly) upprättas 1998, där de viktigaste principerna för detta nya självstyre baserar sig på konsensusmodellen, eller konsociationell demokrati, snarare än på det traditionella majoritetsstyre som rådde under parlamentets tid. St. Andrews-överenskommelsen tillkom 2006 som en ytterligare utveckling av styret i Nordirland, vilket bland annat styr fördelningen av ministerposter i självstyrelseregeringen samt gav politisk acceptans åt den nyinrättade och reformerade polismyndigheten i Nordirland.

## Monarkens representanter och regeringschefer

Flagga för Nordirlands guvernör.

Flagga för Nordirlands självstyre från 1953 till 1972.

### Irlands lordlöjtnant
- Vicomten  Fitzalan (1921-1922)

### Nordirlands guvernörer
- Hertigen av Abercorn (1922-1945)
- Earlen Granville (1945-1952)
- Lord Wakehurst (1952-1964)
- Lord Erskine (1964-1968)
- Lord Grey (1968-1973)

### Nordirlands premiärministrar
- James Craig (1921-1940)
- John Miller Andrews (1940-194)
- Basil Brooke (1943-1963)
- Terence O'Neill (1963-1969)
- James Chichester-Clark (1969-1971)
- Brian Faulkner (1971-1972)